# تیری سیگان
تیری سیگان (انگلیسی: Thierry Cygan؛ زادهٔ ۴ آوریل ۱۹۷۵) بازیکن فوتبال اهل فرانسه است.
از باشگاه‌هایی که در آن بازی کرده‌است می‌توان به باشگاه فوتبال والنسین و باشگاه فوتبال آنژه اشاره کرد.